# 121336 Žiarnadhronom
121336 Žiarnadhronom è un asteroide della fascia principale. Scoperto nel 1999, presenta un'orbita caratterizzata da un semiasse maggiore pari a 3,139441 UA e da un'eccentricità di 0,157620, inclinata di 7,254554° rispetto all'eclittica. Ha un diametro di 6,297 km.
È dedicato alla città  slovacca di Žiar nad Hronom.